# Кордовес Зегерс, Диего
Диего Кордовес Зегерс (исп. Diego Cordovez Zegers; 3 ноября 1935, Кито, Эквадор — 24 мая 2014, там же) — эквадорский дипломат и государственный деятель. министр иностранных дел Эквадора (1988—1992).

## Биография
Окончил Американский колледж и Военную академию Эквадора в Кито, затем — с отличием юридический факультет Университета Чили. Работал адвокатом.
С 1963 г. — в системе Организации Объединенных наций. Являлся помощником, а затем — начальником аппарата исполнительного секретаря Экономической комиссии ООН для Латинской Америки (ЭКЛА) и генерального секретаря Конференции ООН по торговле и развитию (ЮНКТАД) Рауля Пребиша. Затем становится директором Экономического и Социального Совета ООН (ЭКОСОС).
- 1981—1988 гг. — заместитель Генерального секретаря ООН по политическим вопросам. Принимал активное участие в переговорах и подписании Женевских соглашений о выводе всех советских войск из Афганистана (1988), за что был номинирован на Нобелевскую премию мира, Был награждён вместе с Михаилом Горбачёвым премией Мартина Лютера Кинга.
- 1988—1992 гг. — министр иностранных дел Эквадора. На этот пост был назначен президентом Родриго Севальосом, другом детства которого он был,
- 1992—2005 гг. — преподавал в Колумбийском университете в Нью-Йорке и являлся сотрудником Института конфликтологии Калифорнийского университета. В эти же годы был специальным представителем ООН по Кипру и специальным посланником по Венесуэле.
- 2005—2007 гг. — постоянный представитель Эквадора при ООН.